# Разрушение дворца Армиды
«Разрушение дворца Армиды» (фр. La Destruction du palais d'Armide) — картина французского художника Шарля Куапеля, написанная в 1737 году. Находится в коллекции Музея изобразительного искусства в Нанси (Франция).

## История
Картина была заказана Королевской мануфактурой гобеленов в 1733 году для создания серии шпалер с изображениями оперных фрагментов для апартаментов королевы Франции Марии Лещинской в Версале. Серия подготовительных картонов для шпалер была вдохновлена двумя операми: «Ролан» Филиппа Кино и «Армида» Филиппа Кино и Жана-Батиста Люлли (1686). Для «Разрушения дворца Армиды» взята последняя сцена из 5-го акта оперв «Армида», изображающая волшебницу Армиду. Жестоко обиженная отказом молодого рыцаря Рено, она даёт волю своей ярости, разрушая чудесный замок, в котором они наслаждалась любовью.